# Залізниця Дуррес — Тирана
Залізниця Дуррес — Тирана (алб. Hekurudha Durrës–Tiranë) — залізнична лінія, яка спочатку з'єднувала два найбільші міста Албанії: Дуррес і Тирану. Лінія сполучена із залізницею Шкодер — Вора у Ворі і з залізницями Дуррес — Вльора та Дуррес — Поградец у Дурресі.
Станом на вересень 2013 року кінець лінії в Тирані демонтували, оскільки столичну станцію демонтовано, щоб звільнити місце для подовження головного бульвару Тирани. Як наслідок, пасажири Тирани від 2013 року користувалися станцією Вора, а від травня 2015 року — відремонтованою станцією Кашар. Дільницю лінії Кашар — Тирана замінено автобусним сполученням.
Лінію Дуррес —Тірана побудовано в 1948—1949 роках виключно добровольцами. Вона стала другою пасажирською залізницею в Албанії після лінії Дуррес — Пекіні, побудованої за рік до цього.
Керує лінією компанія Хекурудха Шкіптаре.

## Історія
Залізниця завдовжки 38 км, що сполучає два найважливіших міста Албанії, Дуррес і Тирану, побудована в 1948—1949 роках, стала другою пасажирською залізницею в Албанії. За рік до цього відкрито залізницю, що з'єднує Дуррес і Пекіні, будівництво якої почалося 1940 року.
Роботи розпочалися на станції Шкозет (біля Дурреса) 11 квітня 1948 року. У будівництві залізниці взяли участь 29 000 молодих людей зі Спілки робітничої молоді Албанії та 1400 технічних фахівців з усієї країни. Крім того, в будівництві брали участь волонтери з молодіжних секцій компартій Болгарії та Югославії. Під час албансько-югославського розколу 1948 року, югославських добровольців, особливо інженерів, звинуватили в саботажі. Роботи продовжилися під керівництвом радянського інженера Валерія Гайдарова. Рейки ввозили з Радянського Союзу через порт Дуррес. Добровольчі бригади взяли за мету закінчити залізницю до 31-ї річниці Червоної Армії, 23 лютого 1949 року, і успішно досягли цього.
Двома найважливішими об'єктами при будівництві лінії стали тунель Ррашбулл завдовжки 212 м та міст Ерзен завдовжки 91 м. Будівництво мосту завершено 16 жовтня 1948 року, в день 40-річчя тодішнього прем'єр-міністра Енвера Ходжі. Тунель пройшла болгарська молодіжна група під керівництвом Георгія Димитрова, за що її після закінчення робіт нагороджено Прапором бригад (алб. Flamuri i Brigadave). Відкривав залізницю майбутній член Політбюро Спіро Колека.

## Аварія 2010 року
25 липня 2010 року на залізниці сталася аварія: під поїзд потрапив поліцейський позашляховик, який був на рейках. Поки потяг зупинявся, машину відтягло на велику відстань. Поліцейські не постраждали; більш того, вони після інциденту на місці звинуватили машиніста в тому, що він не зупинився раніше.

## Плани
У жовтні 2016 року мав розпочатися тендер на реконструкцію всієї лінії вартістю 81,5 млн євро.[уточнити]
2019 року оголошено інший тендер.[уточнити]